# Discharge
I Discharge sono un gruppo hardcore punk britannico, che vanta di essere inventore del D-beat.

## Storia del gruppo
I Discharge si formarono nel 1977 con una formazione composta da Terry Roberts alla voce, Tony Roberts e Roy Wainwright alla chitarra, Nigel Bamford al basso e Akko alla batteria. Poco dopo, Nigel Bamford lasciò il gruppo e Wainwright si spostò al basso. Probabilmente il gruppo all'epoca doveva avere sonorità molto più simili al punk rock, ma riuscì a stampare solo un demo con questa formazione. Nel 1979, infatti, il cantante divenne Kelvin Morris, mentre Terry andò a sostituire Akko alla batteria. Questa è considerata la classica formazione dei Discharge.
La chitarra pesante e distorta ed il cantato anti-melodico e urlato di questa nuova formazione fecero diventare celebri i Discharge anche nella scena speed metal. Il loro stile rimase comunque ancorato al punk, come dimostrano i testi anarchici che puntavano sulla guerra fredda e sulla malattia sociale causata dal capitalismo.
Nel 1980, i Discharge firmarono un contratto con la Clay Records, con cui pubblicarono il singolo Realities of War. Dopo la pubblicazione di un EP nello stesso anno, i Discharge subirono alcuni cambiamenti nella formazione. Terry lasciò il gruppo per essere sostituito da Dave Ellesmere (già nei The Insane) poco prima della registrazione di Why. Nel 1982, i Discharge pubblicarono un album intitolato Hear Nothing See Nothing Say Nothing, che li fece entrare nelle classifiche del Regno Unito. L'EP Never Again vide però un altro cambio di formazione, con Gary Maloney dei Varukers come nuovo batterista. Roberts lasciò poco prima dell'EP Warning: Her Majesty's Government Can Seriously Damage Your Health. Molti vedono questo come il punto di transizione dall'hardcore punk al metal, da molti definiti infatti crossover thrash. Un altro cambio avvenne nel 1985, con la pubblicazione di Ignorance. Nel corso degli anni avvennero moltissimi altri cambi di formazione, che trasportarono il gruppo all'interno di un sound sempre più influenzato dal metal. Nel 2002, comunque, la formazione originale venne finalmente riunita per suonare sull'album Discharge. I Discharge, dopo la pubblicazione dell'omonimo ultimo disco, hanno sostituito Cal con Rat, storico cantante dei Varukers. Hanno in seguito ripreso l'attività live e registrato due nuovi 7": lo split con gli spagnoli MG15 e un EP dal titolo Beginning Of The End.

## Formazione

### Formazione attuale

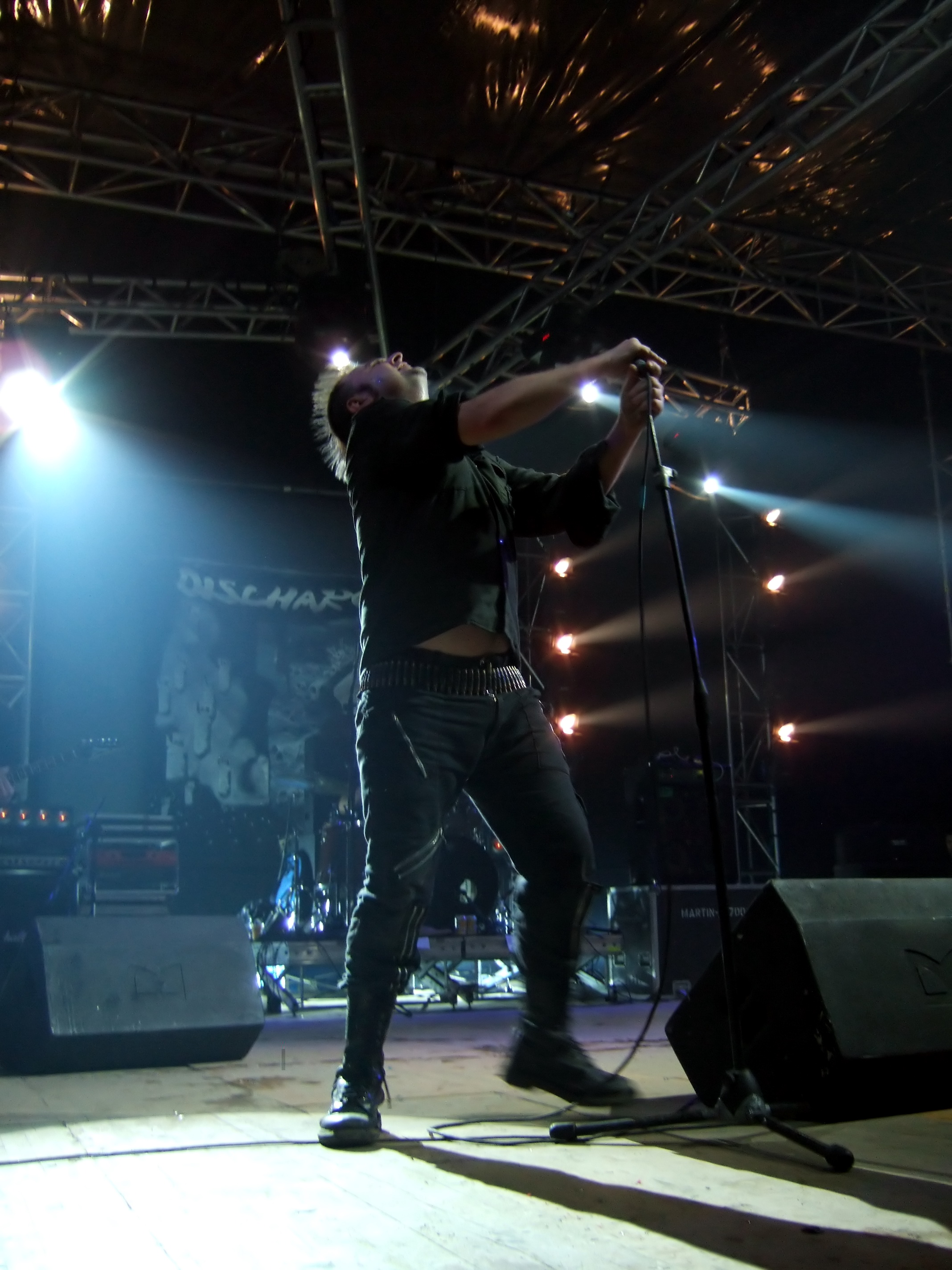
Antony Martin a Roma.

- Jeff Janiak - voce
- Tony "Bones" Roberts - chitarra
- Terry "Tez" Roberts - chitarra
- Roy "Rainy" Wainright - basso
- Dave Bridgwood - batteria

### Ex componenti
Voce
- Anthoy "Rat" Martin (2003-2014)
- Kelvin "Cal" Morris (1977-1987, 1991-1995, 1997-2003)
- Rocky Shades (1987)

Chitarra
- Tony "Bones" Roberts
- Andy Green (1991-1995)
- Stephen Brooks (1986-1987)
- Les "The Mole" Hunt (1984-1986)
- Peter "Pooch" Purtill (1983-1984)

Basso
- Roy "Rainy" Wainwright
- Anthony Morgan (1991-1995)
- Nick Bushell
- Nigel Bamford

Batteria
- Terry "Tez" Roberts (1977-1981, 1997-2006)
- Micky Gibson (1984-1986)
- Garry Maloney (1981-1984, 1986-1987, 1991-1995)
- Dave 'Bambi' Ellesmere (1981)
- Tony "Akko" Atkinson (1977-1979)
- Keith Haynes (1981)

## Discografia

### Album in studio
- 1981 - Why
- 1982 - Hear Nothing See Nothing Say Nothing
- 1986 - Grave New World
- 1991 - Massacre Divine
- 1993 - Shootin' Up the World
- 2002 - Discharge
- 2008 - Disensitise
- 2016 - End of Days

### Album live
- 1989 - Live 1983
- 1989 - Live at The City Garden New Jersey
- 1990 - The Nightmare Continues... Live

### Compilation
- 1984 - Punk and Destroy
- 1984 - Never Again
- 1987 - 1980-1986
- 1992 - Protest & Survive 1980-1984
- 1995 - The Clay Punk Singles Collection
- 1997 - Vision of War
- 1999 - Free Spech for the Dumb
- 1999 - Hardcore Hits
- 2002 - Decontrol: The Singles
- 2004 - Society's Victims
- 2008 - Apocalypse Now
- 2008 - Early Demo's
- 2008 - War Is Hell

### EP
- 1980 - Realities of War
- 1980 - Fight Back
- 1980 - Decontrol
- 1983 - Never Again
- 1983 - Warning: Her Majesty's Government Can Seriously Damage Your Health
- 1985 - Ignorance

### Singoli
- 1982 - State Violence, State Control
- 1983 - The Price of Silence/Born to Die in the Gutter
- 1984 - The More I See
- 2016 - New World Order

### Split
- 2005 - Discharge + MG 15

### Demo
- 1978 - 1978 demo